# Romero Rodrigues (político)
Romero Rodrigues Veiga (Campina Grande, 9 de janeiro de 1966), conhecido simplesmente por Romero Rodrigues, é um agrônomo e político brasileiro, filiado ao Podemos (PODE). Na sua carreira política já foi prefeito e vereador da cidade de Campina Grande, deputado federal e deputado estadual pelo estado da Paraíba.. Desde 1° de fevereiro de 2023 exerce o cargo de deputado federal .

## Biografia
Graduou-se em agronomia pela Universidade Federal da Paraíba (UFPB), no campos de Areia, com Mestrado em Irrigação. Como engenheiro agrônomo atuou na Secretaria de Agricultura do Município de Campina Grande. Posteriormente iniciou sua carreira política quando candidatou-se e elegeu-se vereador em 1992 e foi sendo sucessivamente reeleito. Foi eleito o "Vereador do Ano" em diversas oportunidades e presidente da Câmara Municipal de Campina Grande, por três vezes. Assumiu a Prefeitura Municipal de Campina Grande em diversas oportunidades, como presidente do Poder Legislativo municipal.
Em 2006 foi eleito deputado estadual da Paraíba, obtendo 38.014 votos, sendo o mais votado em Campina Grande. Foi Secretário de Interiorização do Estado (2007-2008) e, depois, secretário-chefe da Casa Civil do Governo da Paraíba (2008-2009), na gestão do então governador Cássio Cunha Lima. Como deputado foi apontado pela ONG Transparência Brasil como o parlamentar com maior atuação na Assembleia Legislativa da Paraíba em termos de relevância nas matérias apresentadas na Casa de "Epitácio Pessoa". Dos trinta e seis parlamentares quando esteve na Assembleia Legislativa, segundo a ONG, apenas quatro conseguiram se salientar com matérias consideradas relevantes.
Em 2010 foi eleito deputado federal pela Paraíba com 95.202 votos. Seu trabalho desenvolvido na Câmara Federal em busca de benefícios para a população lhe proporcionou uma posição de destaque à frente de políticos com atuação no Senado Federal, Câmara dos Deputados e Assembleias Legislativas de todos os Estados.
Nas eleições municipais em 2012 disputou pela primeira vez uma eleição majoritária, candidatando-se a prefeito de Campina Grande. Obteve o primeiro lugar no primeiro turno com 97.659 votos (44,94% dos votos válidos). Disputou o segundo turno contra a candidata do PMDB, Tatiana Medeiros, segunda colocada, que havia recebido 65.195 votos (30,00% dos votos válidos). Venceu o segundo turno e foi eleito com 130.106 votos (59,14% dos votos válidos).
Nas eleições de 2016 foi reeleito como prefeito de Campina Grande em primeiro turno, com 138.996 (62,86%) votos. 
Nas eleições de 2022 foi candidato a Deputado Federal , sendo eleito o quinto mais votado, com 114.573 votos. 